# Philip Ochieng
Philip Ochieng (* 1938 in Awendo (Migori County); † 27. April 2021 ebenda) war ein kenianischer Journalist und Kolumnist. Er galt als einer der einflussreichsten Journalisten Ostafrikas.

## Werdegang
Der 1938 geborene Philip Ochieng erhielt seine Schulausbildung an der Eliteschule Alliance Highschool. Danach studierte er in den USA, in Frankreich und in der DDR. Nach seiner Rückkehr nach Kenia arbeitete er als Englischlehrer. Seine Sprachkenntnisse lieferten ihm eine Anstellung beim Außenministerium. Seine erste journalistische Tätigkeit hatte er bei der Zeitung Nation. Dort wurde er entlassen, weil er im Streit eine Kollegin verletzt hatte. Er ging nach Tansania zur Zeitung Tanganyka Standard. Später arbeitete er auch in Uganda bei der Zeitung Sunday Times. Dort wurde er nach drei Wochen verhaftet, weil er die Regierung von Milton Obote kritisiert hatte. Nach seiner Freilassung kehrte er nach Kenia zurück und arbeitete wieder bei Nation als Journalist, Kolumnist und Ausbilder.
Ochieng arbeitete zeitweise bei der kenianischen Regierungszeitung Kenya Times und war doch ein starker Kritiker der Regierung. Er umschrieb die Regierungsmitglieder unter Präsident Daniel arap Moi als Faulpelze, Müßiggänger, Diebe, Nichtsnutze, Ganoven und Analphabeten.

## Bücher (Auswahl)
- Philip Ochieng: I accuse the press : an insider's view of the media and politics in Africa. 1. Auflage. Initiatives, Nairobi 1992, ISBN 9966-42-033-9.
- Joseph Karimi, Philip Ochieng: The Kenyatta succession. 1. Auflage. Transafrica, Nairobi 1980, OCLC 474438689.

## Biographie
- Liz Gitonga-Wanjobi: The 5th Columnist: A Legendary Journalist. 1. Auflage. Sasa Sema, Nairobi 2015, ISBN 978-9966-31-042-2.